# Mycetophila unipunctata
Mycetophila unipunctata es una especie de mosquito del género Mycetophila, categorizada en la tribu Mycetophilini, subfamilia Mycetophilinae.

## Distribución
Se distribuye por Noruega, Países Bajos y Estados Unidos.

## Taxonomía
Fue descrita por Wiedemann en 1818.
Tratamiento taxonómico
La especie aparece registrada y publicada en Systematische Beschreibung der bekannten europäischen zweiflügeligen Insekten. Erster Theil. F.W. Forstmann, Aachen. xxxvi + 332 + [1] pp.